# Sylwester Marynowicz
Sylwester Marynowicz ur. w 1947 r. - prozaik, poeta, popularyzator nauki.
Ukończył psychologię i dziennikarstwo na Uniwersytecie Jagiellońskim. Pracował jako asystent naukowy w Akademii Medycznej w Krakowie (1971-1980) oraz na Uniwersytecie Jagiellońskim w Katedrze Psychologii Klinicznej (1981-1983). Jako dziennikarz prowadził redakcję miesięcznika „Zderzenia” (red. naczelny) oraz redagował dodatek „Oficyna” w „Dzienniku Polskim". Następnie był współtwórcą i zastępcą redaktora naczelnego dwumiesięcznika pedagogicznego „Hejnał Oświatowy" oraz sekretarzem redakcji miesięcznika poświęconego kulturze „Suplement”. Należał do grupy literackiej „Zderzenia" (1977-1981). Twórca Salonów Oświatowych w Krakowie oraz współtwórca Salonu Sztuki w Kopalni Soli w Wieliczce. Konsultant w WOM Kraków (1991-1999), następnie w MCDN Kraków do 2010 r. 
Debiutował opowiadaniem w Rozgłośni Polskiego Radia Kraków w 1970 r. 

## Wybrane publikacje książkowe
- Upór [zbiór opowiadań], Kraków 1981
- Każdy jest inny [powieść], Kraków 1988
- Wyznania intymne [wiersze], Kraków 1992 (w językach: polskim, angielskim, hiszpańskim)
- Moja mała metafizyka [zbiór opowiadań], Kraków 1993
- Kiedyś przyjdzie twój dzień [powieść], Kraków-Bochnia 1997
- Czas nienawiści, czas nadziei [eseje], Kraków 1998
- Boży gaj pani Heleny [opowiadania], Kraków 1998 (w językach: polskim i niemieckim)
- Chceta to róbta, czyli teatr życia codziennego [eseje], Kraków 2000
- Twarze, miejsca i polityka [eseje], Kraków 2001
- Menschen und Orte [eseje], Kraków-Wiedeń 2001
- Współczesna rodzina: funkcjonowanie, zagrożenia, rodzina [red.], Kraków 2002
- Sztuka czytania ze zrozumieniem [eseje], Kraków 2004

## Wybrane teksty o twórczości autora
- T. Błażejewski, Każdy jest inny,. „Pismo Literacko-Artystyczne" 1988 nr 7-8
- Kompleks McMurphy'ego, „Świat Książki" 1988 nr 7. ,
- I. Iwasiów, Tower ujawniona, „Nowe Książki" 1989 nr 1
- M. Sołtysik, Determinacja, „Gazeta Krakowska" 1993 nr 4